# Le Teil
 Le Teil  es una localidad y comuna de Francia, en la región de Ródano-Alpes, departamento de Ardèche, en el distrito de Privas y cantón de Veviers. Es la mayor población del cantón.
Su población en el censo de 1999 era de 7.999 habitantes. Forma parte de la aglomeración urbana de Montélimar.
Está integrada en la Communauté de communes Rhône-Helvie, de la que es la mayor población.

## Demografía
| 8236 | 8588 | 8143 | 8089 | 7779 | 7999 |
| Para los censos de 1962 a 1999 la población legal corresponde a la población sin duplicidades (Fuente: INSEE [Consultar]) |      |      |      |      |      |